# Joel Felix
Joel Rasmus Felix (født 13. januar 1998) er en dansk professionel fodboldspiller, der spiller som midterforsvarer for den tyske 3. Liga-klub Arminia Bielefeld.

## Klubkarriere

### Ungdomsår
Felix er søn af en Saint Lucian far og dansk mor. Han flyttede til Danmark som barn med sin familie, og begyndte at spille fodbold i Vanløse IF og senere på B.93. Senere kom han til FC København.

### Seniorkarriere
Felix fik aldrig sin officielle debut for F.C. København, før han den 26. juli 2017 blev solgt til den hollandske klub FC Twente, hvor han skulle spille for reserveholdet, Jong FC Twente.
Efter to år i Holland vendte Felix tilbage til Danmark i sommeren 2019 efter at have skrevet under med den danske 1. divisionsklub Næstved Boldklub.
Den 20. august 2020 underskrev Felix en fire-årig aftale med den danske 1. divisionsklub Silkeborg IF. Han fik sin debut den 27. september 2020 mod FC Fredericia.
Den 5. juni 2024 underskrev Felix en aftale med den tyske 3. Liga-klub Arminia Bielefeld. Han fik sin debut den 4. august 2024 mod FC Energie Cottbus.

## Eksterne links
- Joel Felix profil på Soccerway

- Joel Felix i DBU's Landsholdsdatabase